# Chalcocrates bretoni
Chalcocrates bretoni är en skalbaggsart som beskrevs av Roger Paul Dechambre 2001. Chalcocrates bretoni ingår i släktet Chalcocrates och familjen Dynastidae. Inga underarter finns listade i Catalogue of Life.